# Bet
Bet (hebrejsky בית‎) a vet jsou dvě jména druhého písmene hebrejské abecedy. Má podobu ב. Stejný název nesou i odpovídající písmena v příbuzných písmech, fénické ႑, aramejské 𐡁 a syrské ܒ. Příbuzným písmenem v arabském písmu je ب, nazývané bá.
V Braillově písmu se používá pro bet symbol ⠃ a pro vet symbol ⠧.
V Morseově abecedě se pro bet i vet používá kód –··· (čárka tečka tečka tečka).
Pouze při užití písma s nikudem (diakritikou) se podle výslovnosti rozlišuje vet ב (výslovnost [v], znělá labiodentální frikativa) a bet בּ s dageš (tečkou uprostřed), které se čte jako znělá bilabiální ploziva (značení [b]IPA), neboli české b.
Z fénického bet se vyvinula řecká beta a posléze i B v latince a В a Б v cyrilici.
V Unicode existuje kromě základní varianty písmene ještě kód pro bet s dagešem a vet s rafe:
| Znak            | בּ                             | בּ                             | בֿ                           | בֿ                           | ℶ           | ℶ          |
| --------------- | ----------------------------- | ----------------------------- | --------------------------- | --------------------------- | ----------- | ---------- |
| Název v Unicodu | Hebrew letter bet with dagesh | Hebrew letter bet with dagesh | Hebrew letter bet with rafe | Hebrew letter bet with rafe | Bet symbol  | Bet symbol |
| Kódování        | dec                           | hex                           | dec                         | hex                         | dec         | hex        |
| Unicode         | 64305                         | U+fb31                        | 64332                       | U+fb4c                      | 8502        | U+2136     |
| UTF-8           | 239 172 177                   | ef ac b1                      | 239 173 140                 | ef ad 8c                    | 226 132 182 | e2 84 b6   |
| Číselná entita  | &#64305;                      | &#xfb31;                      | &#64332;                    | &#xfb4c;                    | &#8502;     | &#x2136;   |

## Hebrejština
V hebrejštině slouží písmeno k vyjádření dvou různých hlásek, kromě [b]IPA může znamenat také znělou labiodentální frikativu, [v]IPA. K rozlišení se používá tečka zvaná dageš, které se v případě výslovnosti [b]IPA píše doprostřed písmene, zatímco v případě výslovnosti [v]IPA chybí.
Nejobvyklejší jména písmene bet a vet odpovídají tomuto dvojímu užití. V aškenázské výslovnosti hebrejštiny se někdy používá název bejs a vejs a mezi některými Židy a v akademických kruzích jsou také obvyklá jména beth a veth.
Obě varianty (bet i vet) jsou v hebrejštině považovány za jedno písmeno a takto řazeny ve slovnících.

## Jidiš
Písmeno bet v jidiš označuje znělou bilabiální plozivu ([b]IPA). Existuje i varianta vet, která se však vyskytuje pouze ve slovech převzatých z hebrejštiny nebo aramejštiny. Na rozdíl od hebrejštiny zůstává obvykle bet bez dageše, zatímco méně časté vet se označuje značkou rafe.
Bet a vet jsou v jidiš dvě samostatná písmena a jejich rozlišení má primární řadicí platnost.

## V židovské kultuře
Při použití jako číslice i v rámci gematrie má hodnotu 2.
Podle klasifikace použité v kabalistickém spisu Sefer Jecira je písmeno bet/vet prvním ze sedmi dvojitých.
Písmenem bet začíná text tóry: בראשית ברא אלהים וגו׳; okolnost, že „na počátku“ nestojí počáteční písmeno abecedy, je výchozí otázkou několika rabínských rozborů: Midraš raba vysvětluje, že:
- písmeno bet je uzavřené ze všech stran a otevřené pouze dopředu; to nás učí, že se nepatří zkoumat, co bylo před, ale pouze od stvoření dále,
- písmeno bet upomíná na existenci dvou světů: tohoto světa a světa příštího,
- písmeno bet je základem požehnání (baruch), zatímco písmeno alef je základem prokletí (arur).

## V matematice
V matematice se používá symbol bet pro označení druhého transfinitního kardinálního čísla.